# سيد سيف مسعى التنين: انبعاث السيف الأسطوري
سيد سيوف مسعى التنين: انبعاث السيف الأسطوري (剣神ドラゴンクエスト　甦りし伝説の剣 كنشين دوراغون كويستو يوميغايريشي دنستسو نو كين) هي لعبة تلفاز ابتكرتها سكوير إنكس مبنية على سلسلة ألعاب فيديو مسعى التنين، والتي يمكن توصيلها بالتلفاز دون الحاجة إلى منصة ألعاب فيديو.

## وصلات خارجية
- الموقع الرسمي
 (باليابانية)